# 施設園芸農業
施設園芸農業（しせつえんげいのうぎょう）とは、農地をより高度に利用するために、ガラス室、ビニールハウス、トンネル、温室、マルチ、暖房、冷房、灌水、換気、空調などの施設で行われる園芸農業のことをいう。加温設備を備えるものと無加温のものがある。栽培されるのは、露地では夏季に生産される作物が主で、これらを秋から春の間に生産するためには、地域によっては無加温でも栽培できるが、厳寒期に安定的な生産を進めるためには加温が必要になる。